# Knoppslinga
Knoppslinga (Myriophyllum sibiricum) är en slingeväxtart som beskrevs av Komarov. Enligt Catalogue of Life ingår Knoppslinga i släktet slingor och familjen slingeväxter, men enligt Dyntaxa är tillhörigheten istället släktet slingor och familjen slingeväxter. Arten är reproducerande i Sverige. Inga underarter finns listade i Catalogue of Life.

## Bildgalleri

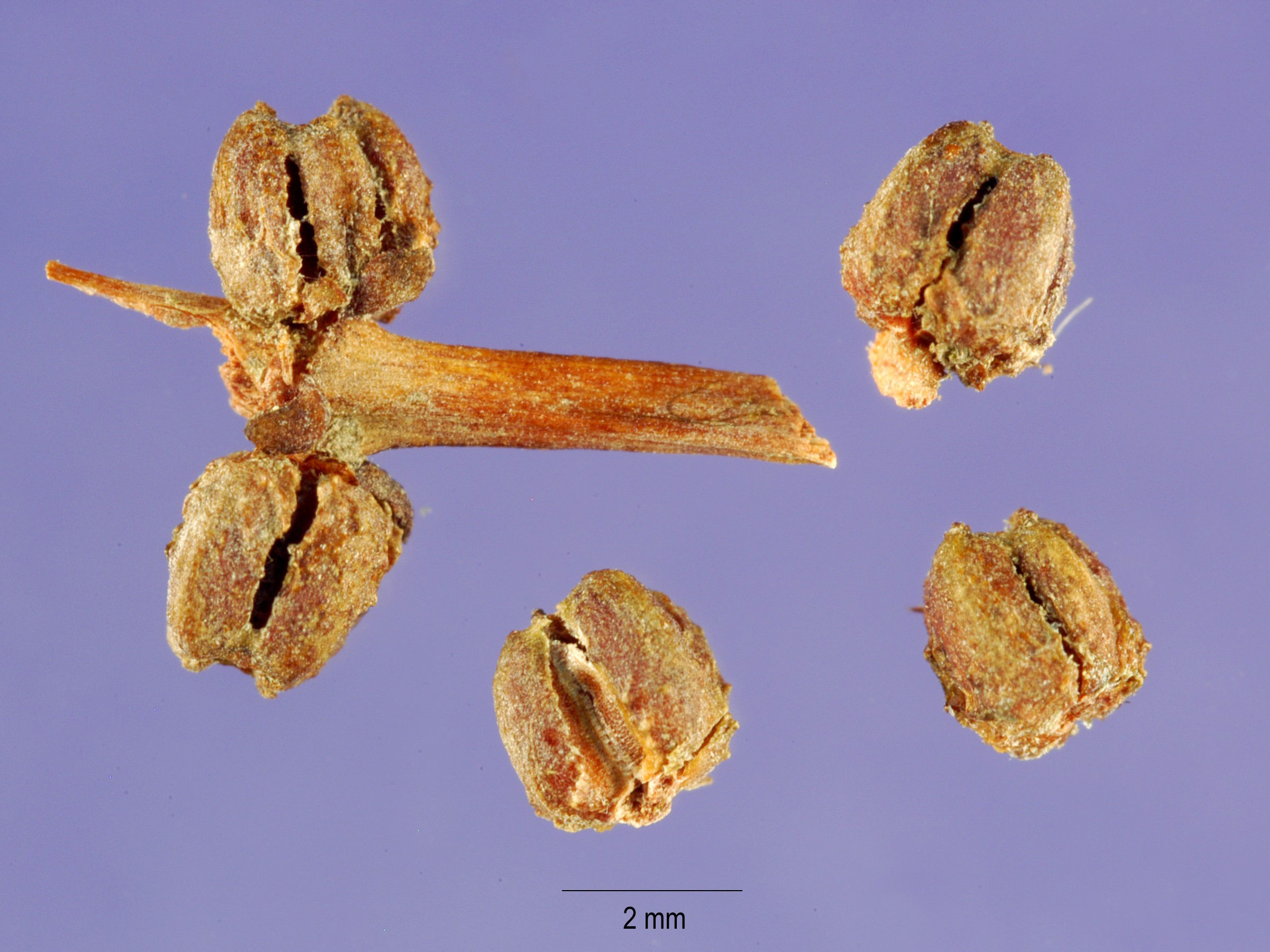
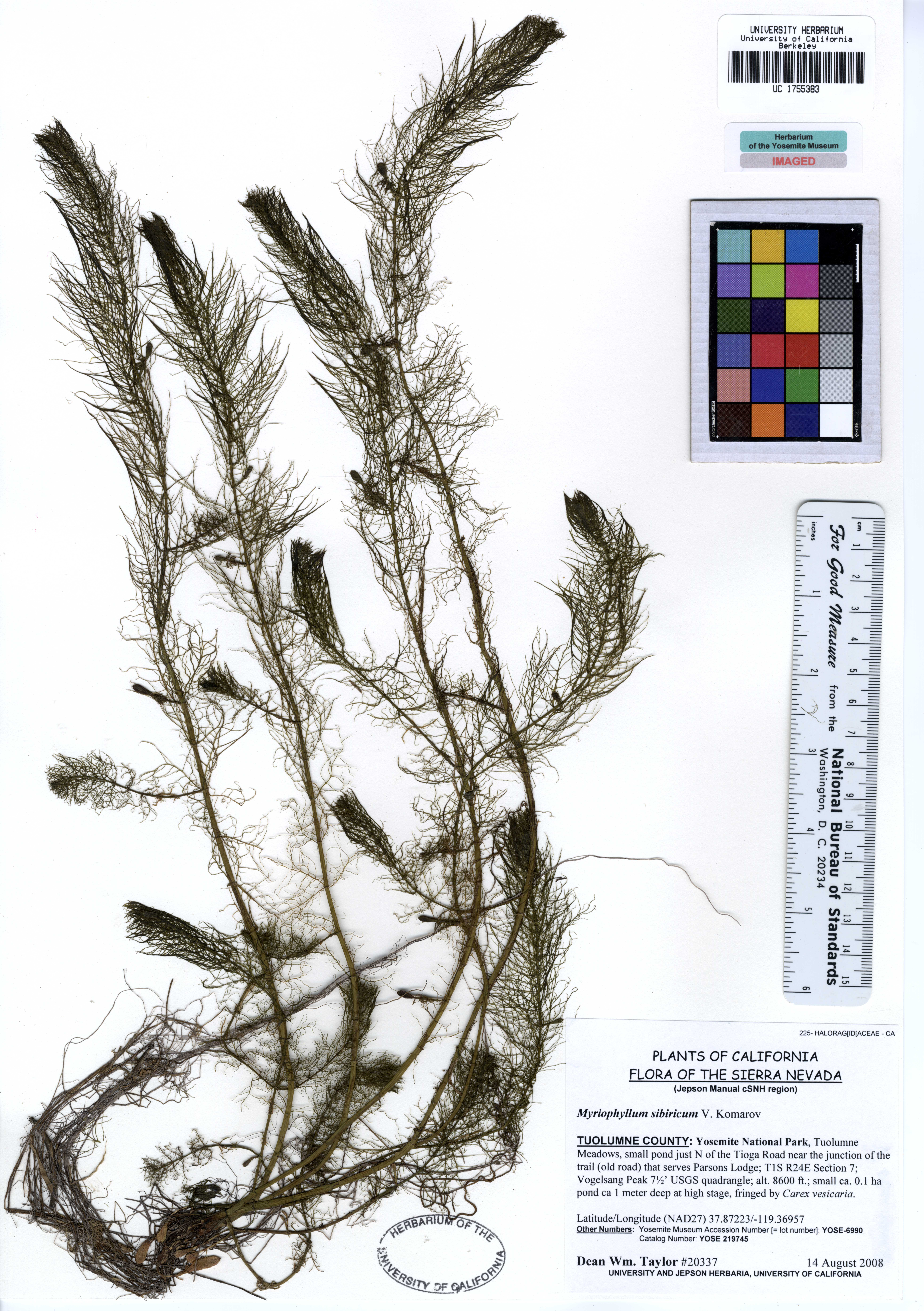
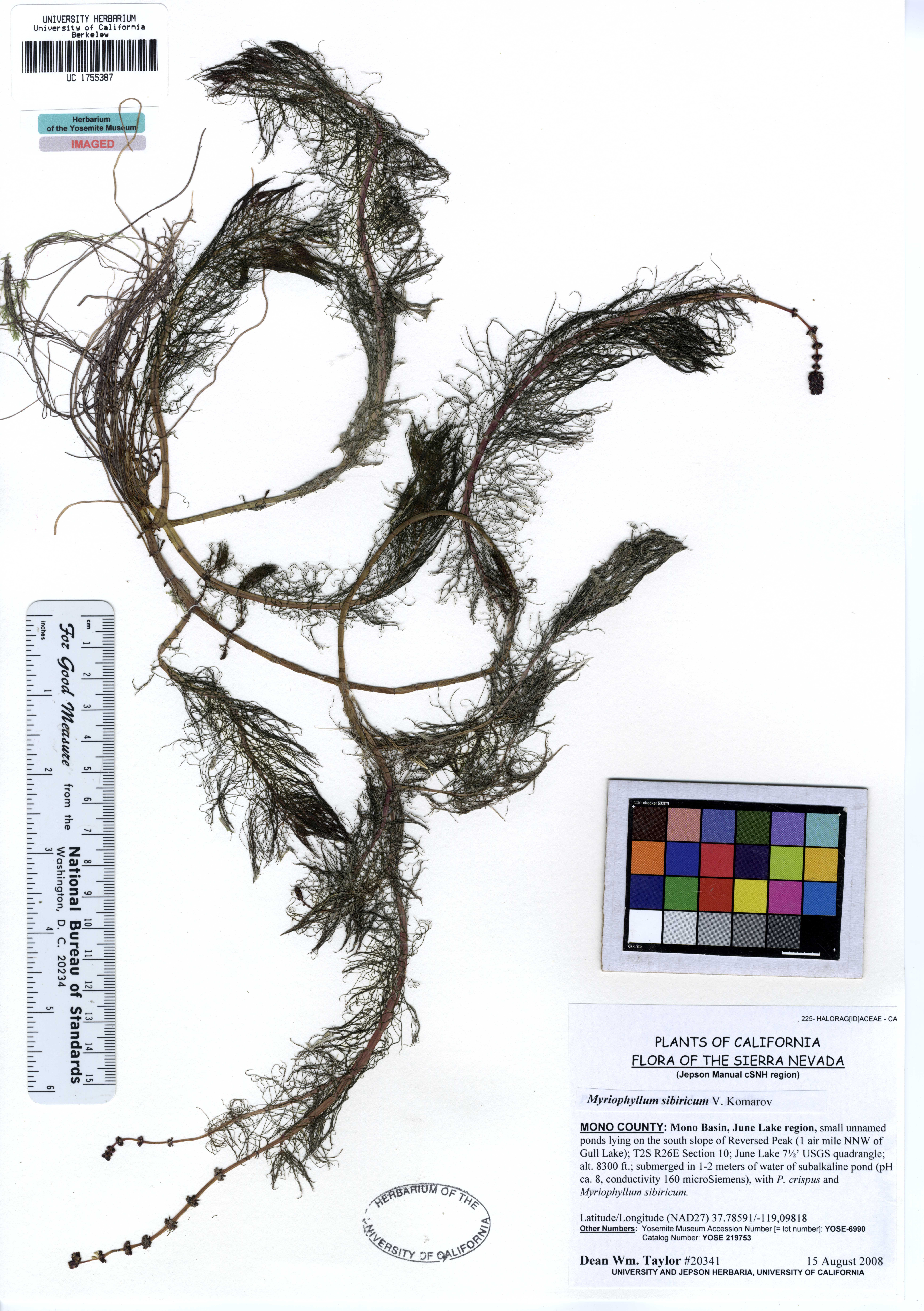